# 皇家比利時足球協會
皇家比利時足球協會（英語：Royal Belgian Football Association，簡稱RBFA）是比利時足球运动的管理机构，足協總部設於首都布魯塞爾，負責管轄比利時足球聯賽系統、比利時盃、比利時超級盃、各級別男女子國家足球隊以及室内五人制足球。
該協會是1904年國際足協、1954年歐洲足協建立時的創會會員。
1992年，国际足联授予皇家比利时足球协会国际足联公平竞赛奖。

## 外部連結
- 比利時足球協會官方網站 （页面存档备份，存于）